# Jambugeulis
Jambugeulis is een bestuurslaag in het regentschap Kuningan van de provincie West-Java, Indonesië. Jambugeulis telt 1602 inwoners (volkstelling 2010).